# Tharaux
Tharaux is een gemeente in het Franse departement Gard (regio Occitanie) en telt 65 inwoners (2009). De plaats maakt deel uit van het arrondissement Alès.

## Geografie
De oppervlakte van Tharaux bedraagt 10,0 km², de bevolkingsdichtheid is dus 6,5 inwoners per km².

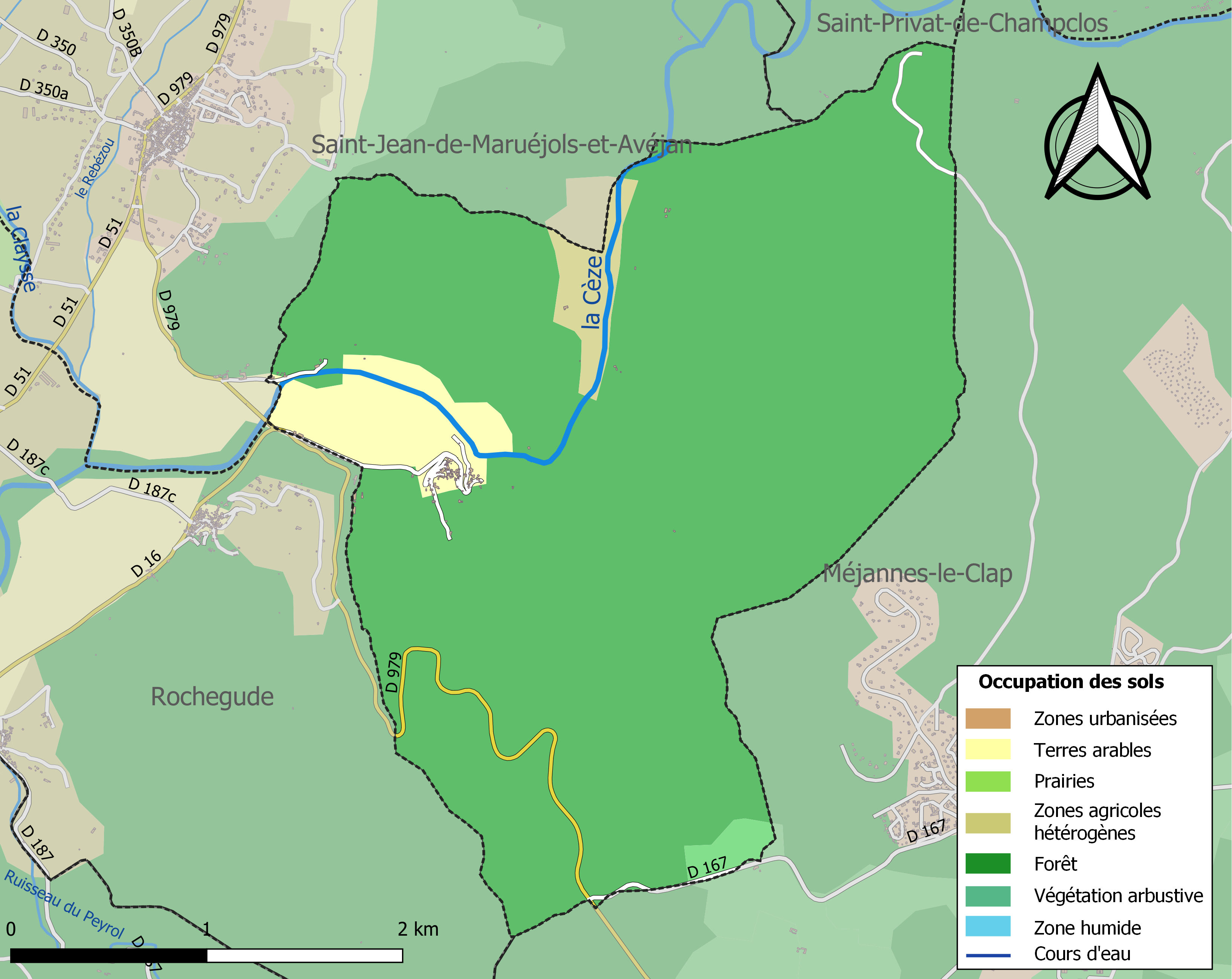
Kaart van de gemeente met de belangrijkste infrastructuur, bodemgebruik en omliggende gemeenten

## Demografie
Onderstaande figuur toont het verloop van het inwonertal (bron: INSEE-tellingen).